# 宁家河
宁家河，也称清水河、一碗泉子，位于中华人民共和国新疆维吾尔自治区塔城地区沙湾市东南部地区的一条河流，发源于依连哈比尔尕山北坡吉勒萨依登巴斯冰川东侧，河流自南向北流，经牛圈子牧场(乡)萨尔托干村、克孜勒乔克村后注入宁家河水库，出库后继续北流约2.1千米后出山口，之后向东北流经东湾镇宽沟村、夹山子村等地，于宁家河村转西北流，最后注入卡子湾水库。河长74千米，流域面积964平方千米，年均径流量0.7亿立方米。
2019年，沙湾县发布的《宁家河、巴音沟河、板桥河河道岸线管理利用划定成果公示》中划定的宁家河河道岸线，上起桥勒沟水源处，下止S115线宁家河泄洪闸，全长89.2千米。